# Pseudopoecilia
Pseudopoecilia ist eine drei Arten umfassende Gattung der lebendgebärenden Zahnkarpfen (Poeciliinae). Das Verbreitungsgebiet erstreckt sich von Kolumbien über Ecuador bis in den Norden von Peru.

## Merkmale
Die Fische dieser Gattung erreichen Längen zwischen 2 und 4,5 cm. Die Körpergrundfarbe ist meist grau- bis goldbraun. Auf den Körperseiten befinden sich mehrere dünne, schwarze Querstreifen. Einige Populationen von Pseudopoecilia festae besitzen statt dieser Querstreifen ein breites, schwarzes Längsband entlang der Körpermitte.

## Verbreitung und Lebensweise
Pseudopoecilia-Arten besiedeln hauptsächlich schnellfließende Gewässer wie Bäche und Flüsse, aber auch Teiche und Quellgewässer an der pazifischen Abdachung des nordwestlichen Südamerika. Pseudopoecilia festae und Pseudopoecilia fria kommen in Ecuador und im südlich angrenzenden Peru vor, Pseudopoecilia austrocolumbiana im südlichen Kolumbien. Die Fische bevorzugen Gewässer, die reich an Vegetation sind.
Über die Ernährungsweise in der Natur ist nichts bekannt, bei Aquarienhaltung wird kleines Lebendfutter empfohlen. Weibchen von Pseudopoecilia festae bringen etwa alle 28 Tage 3–8 Jungfische zur Welt.

## Arten
Die Gattung Pseudopoecilia umfasst folgende drei Arten:
- Pseudopoecilia austrocolumbiana Radda, 1987
- Pseudopoecilia festae (Boulenger, 1898)
- Pseudopoecilia fria (Eigenmann & Henn, 1914)